# 辇道增八
天鵝座2，又名BD+29 3584，HD 182568、SAO 87159、HR 7372，是天鵝座的一颗恒星，视星等为4.97，位于銀經62.9，銀緯6.63，其B1900.0坐标为赤經19h 20m 10.9s，赤緯+29° 6.63′ 32″。